# Emmanuel Okala
Emmanuel Okala (Onitsha, Nigeria británica, 17 de mayo de 1951) es un exfutbolista de Nigeria que jugaba en la posición de guardameta.

## Carrera

### Club
Jugó toda su carrera con el Enugu Rangers de 1971 a 1980, con el que fue campeón nacional en tres ocasiones, ganó tres copas nacionales y la Recopa Africana 1977.

### Selección nacional
Jugó para Nigeria en 59 ocasiones de 1972 a 1980, participó en los Juegos Panafricanos de 1978 y dos ediciones de la Copa Africana de Naciones, donde fue campeón en la edición de 1980.

## Logros

### Club
- Liga Premier de Nigeria (3): 1974, 1975, 1977
- Copa de Nigeria (3): 1974, 1975, 1976
- Recopa Africana (1): 1977

### Selección nacional
- Copa Africana de Naciones (1): 1978

### Individual
- Futbolista Nigeriano del Año en 1978.